# محوطه اسلام‌آباد
محوطه اسلام‌آباد مربوط به عصر آهن است و در شهرستان خرم‌آباد، بخش ویسیان، دهستان ویسیان، روستای ویسیان واقع شده و این اثر در تاریخ ۱۳ آبان ۱۳۸۶ با شمارهٔ ثبت ۱۹۸۱۷ به‌عنوان یکی از آثار ملی ایران به ثبت رسیده است.